# Limoselleae
Limoselleae Dumort., 1827 è una tribù di piante angiosperme appartenenti alla famiglia delle Scrofulariacee.

## Etimologia
Il nome della tribù deriva dal suo genere tipo Limosella L., 1753 il cui significato deriva dal latino "limus", a causa dell'abitudine delle piante di questo genere di crescere in luoghi umidi.
Il nome scientifico della tribù è stato definito dal botanico, naturalista e politico belga Barthélemy Charles Joseph Dumortier (Tournai, 3 aprile 1797 – 9 giugno 1878) nella pubblicazione "Florula belgica, opera majoris prodromus - 32. 1827." del 1827.

## Descrizione

### Portamento
Il portamento delle specie di questa tribù è erbaceo (annuale o perenne), rosulato (Limosella), o formato da arbusti nani spesso di tipo ericaceo oppure è suffrutescente (Jamesbrittenia). La superficie di queste piante può essere glabra, pubescente (fino a villosa) o ricoperta da ghiandole (soprattutto nell'infiorescenza). Gli steli in genere sono da decombenti (prostrati) a ascendenti o eretti e a sezione quadrangolare a causa della presenza di fasci di collenchima posti nei quattro vertici; in altri casi gli steli sono arrotondati, oppure debolmente alati. In Limosella alle ascelle delle foglie sono presenti dei filamenti stoloniferi.

### Foglie

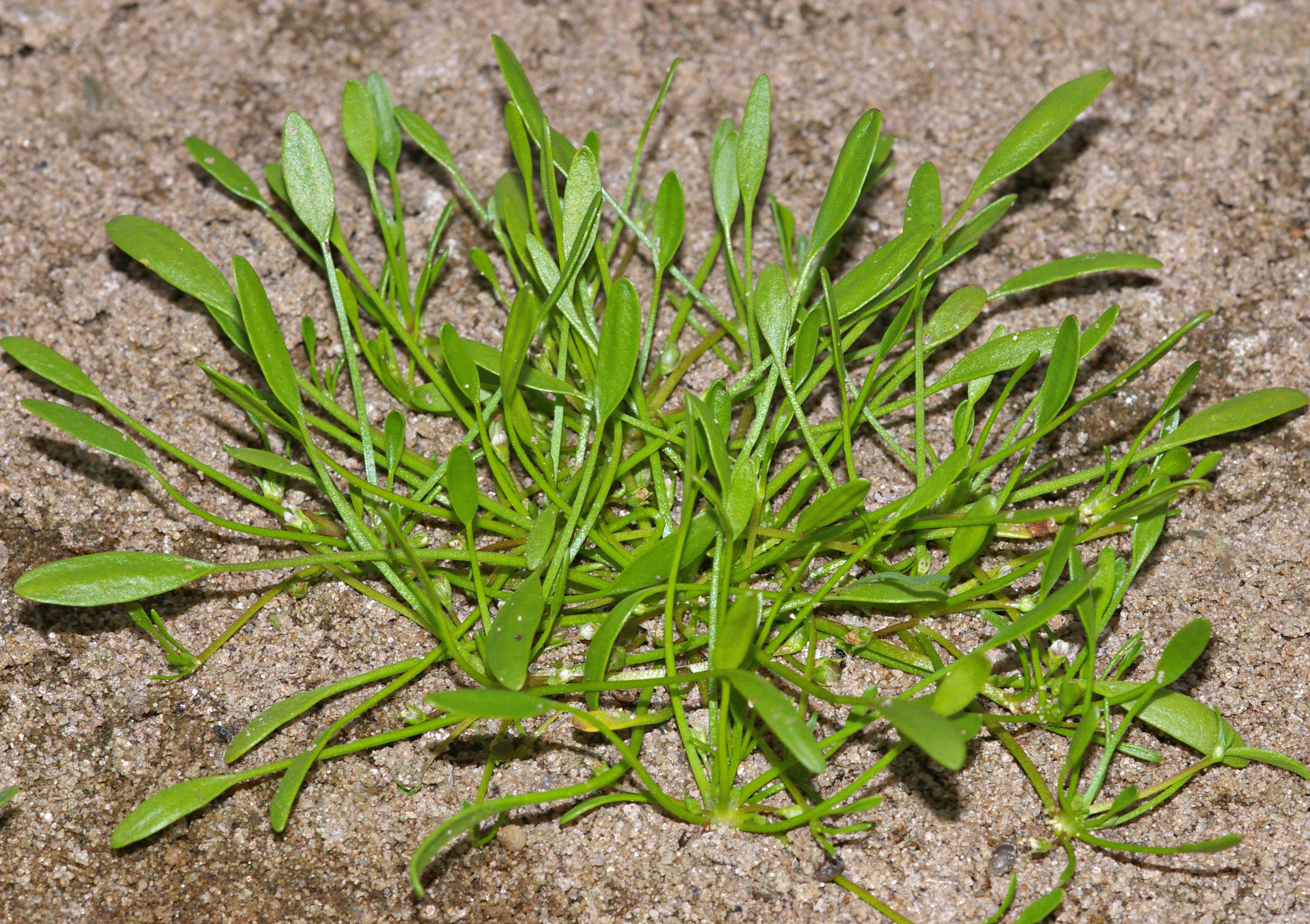
Le foglie
Limosella aquatica

Le foglie lungo il caule hanno una disposizione sia opposta che alternata (nel caso delle foglie opposte in alcun specie sono alternate nella parte superiore). In Limosella sono rosulate. Sono sia picciolate che sessili, solitarie o raggruppate. La lamina è del tipo ellittico-lanceolata, filiforme, lineare, lanceolata o spatolata con apici da acuminati a ottusi. In alcune specie la lamina è da pennatifida a pennatosetta (Jamesbrittenia). I margini possono essere da interi a dentati.

### Infiorescenze

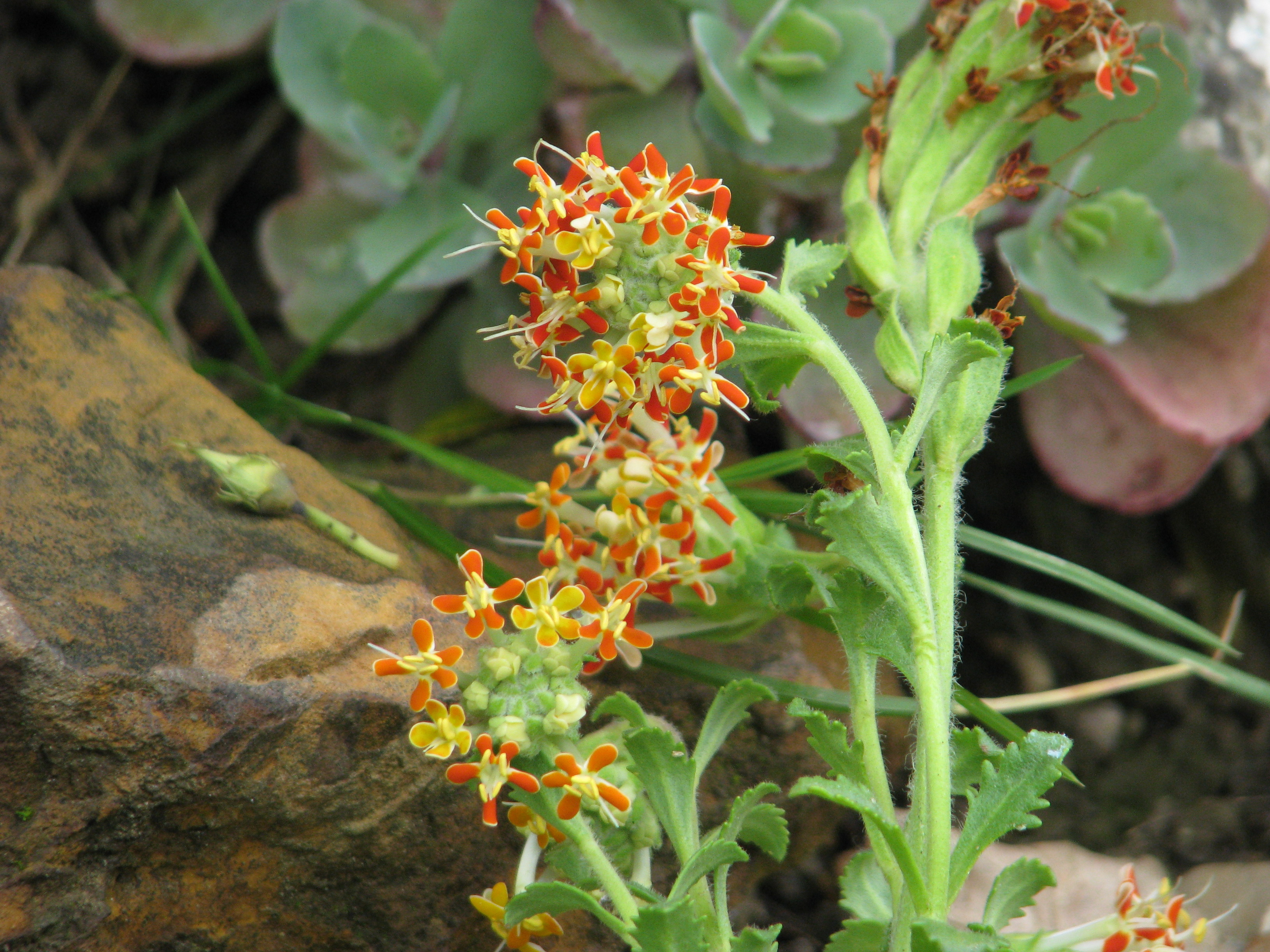
Infiorescenza
Glumicalyx flanaganii

Le infiorescenze sono di tipo racemoso e ramose oppure sono formate da cime ascellari (Barthlottia, Manuleopsis, Sutera e Manuela). Se sono le foglie sono rosulate allora le infiorescenze comprendono l'intera rosetta. In Glumicalyx le infiorescenze sono formate da teste rotonde con fiori pendenti. Le infiorescenze possono essere da lasse o congestionate a capitate (Melanospermum, Glekia , Phyllopodium, Glumicalyx e Globulariopsis). Le bratteole sono assenti (Limosella) o presenti (Barthlottia, Jamesbrittenia, Sutera e Manuela). I fiori sono sia pedicellati che sessili.

### Fiori

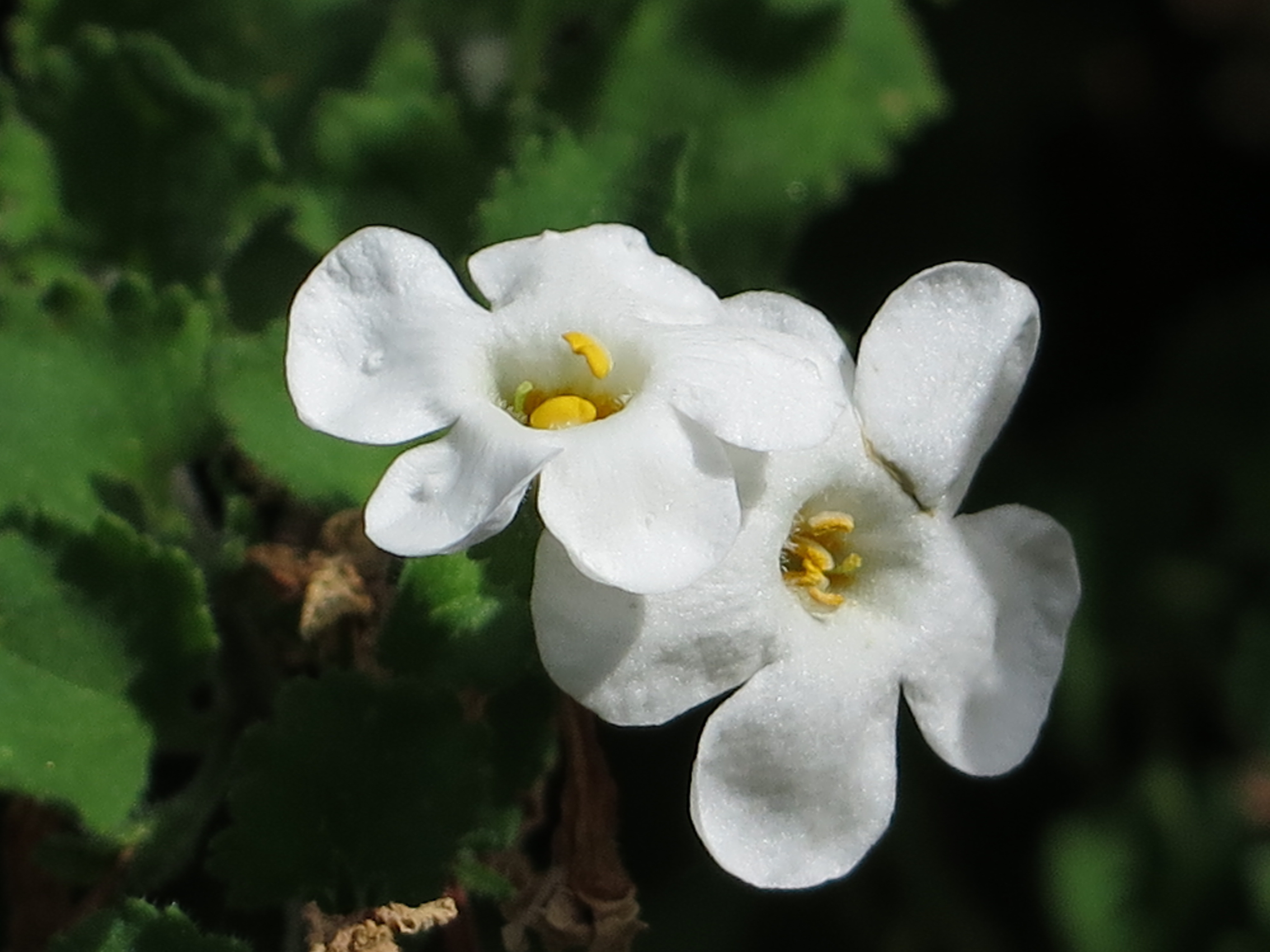
I fiori
Chaenostoma cordatum

I fiori, ermafroditi e zigomorfi, sono tetraciclici (ossia formati da 4 verticilli: calice– corolla – androceo – gineceo), pentameri (i verticilli del perianzio hanno più o meno 5 elementi ognuno).
- Formula fiorale:

X K (4-5), [C (2+3) A 5 o 2+2 o 2], G (2), supero, capsula.
- Il calice, gamosepalo, ha una forma campanulata o cilindrica a volte bruscamente dilatata alla fine e termina con tre-cinque lobi (in alcuni casi divisi profondamente) subuguali in altri casi il calice è bilabiato con struttura è 2/3. In Sutera i lobi sono 6 - 9. Le gole tra i denti del calice possono essere ricoperte da peli clavati. La forma dei lobi è ovoidale, ellittica, lanceolata, oblunga o spatolata. Il lobo adassiale talvolta è debolmente diviso; in altri casi i due lobi superiori sono più o meno fusi. Il calice a volte è membranoso e persistente.

- La corolla, di tipo zigomorfo (i petali sono concresciuti), è subruotata, ed ha la forma da cilindrica a un tubo imbutiforme o campanulato terminante in cinque (o quattro) lobi a disposizione bilabiata (non sempre in modo evidente). I lobi hanno delle forme arrotondate ovoidali, oppure da orbicolari a oblunghe con portamento per lo più patente. In alcune specie il tubo è dilatato nella parte apicale (Barthlottia). Il colore della corolla è rosso, purpureo, blu, arancio o bianco. In Glekia (e altre specie) la colorazione è varia: l'interno è bianco con chiazze arancio, i lobi sono bianchi con chiazze blu-porpora e la gola è normalmente gialla.

- L'androceo è formato da 4 stami (o 2 in Chenopodiopsis, Gosela o variabili 2 - 4 in altri generi) didinami. Gli stami sono sia sporgenti che inclusi; a volte 2 inclusi e 2 sporgenti. I filamenti sono adnati alla base della corolla o vicino alla gola. Le antere sono uniloculari o formate da due teche (antere biloculari) separate (Dischisma e Hebenstretia). Gli staminoidi sono presenti (Barthlottia) o assenti; talvolta gli stami adassiali hanno le antere sterili (Gosela). I granuli pollinici sono del tipo tricolporato.

- Il gineceo è bicarpellare (sincarpico - formato dall'unione di due carpelli connati). L'ovario da uniloculare e debolmente biloculare alla base (Limosella e Globulariopsis) a biloculare è supero con forme da obconiche a ellittico-oblunghe. Ogni loculo ha un ovulo (Globulariopsis e Jamesbrittenia) oppure è multi-ovulo. Lo stilo ha uno stigma capitato (Barthlottia) oppure da capitato a debolmente bilobato (Manuleopsis e Jamesbrittenia) oppure ligulato (Lyperia e Tetraselago) oppure clavato (Dischisma). In Selago lo stigma è tridentato. Il disco nettarifero in genere è presente.

### Frutti
I frutti sono delle capsule con deiscenza loculicida (Limosella) oppure più normalmente setticida. I semi sono pochi (uno in Globulariopsis e Gosela per riduzione di un loculo; due in Cromidon e Dischisma) o numerosi (da 14 a 24 in Glumicalyx) con forme arrotondate o compresse e superfici lisce o rugose trasversalmente. In Limosella la testa dei semi è reticolato-striata.

## Biologia
Le specie di questo raggruppamento si riproducono per limpollinazione tramite insetti (impollinazione entomogama).
La dispersione dei semi avviene inizialmente a causa del vento (dispersione anemocora); una volta caduti a terra sono dispersi soprattutto da insetti tipo formiche (mirmecoria).

## Distribuzione e habitat
La distribuzione delle specie di questa tribù è prevalentemente sudafricana con molti endemismi; gli habitat sono da tropicali a sub-tropicali. Un solo genere (Limosella) è cosmopolita con habitat temperati.
| Genere         | Distribuzione                                |
| -------------- | -------------------------------------------- |
| Barthlottia    | Madagascar                                   |
| Chaenostoma    | Sudafrica                                    |
| Chenopodiopsis | Sudafrica                                    |
| Cromidon       | Sudafrica                                    |
| Dischisma      | Dalla Namibia al Sudafrica                   |
| Glekia         | Sudafrica e Lesotho                          |
| Globulariopsis | Sudafrica                                    |
| Glumicalyx     | Sudafrica (zone montagnose)                  |
| Gosela         | Sudafrica                                    |
| Hebenstretia   | Sudafrica e Eritrea (una specie)             |
| Jamesbrittenia | Sudafrica e Africa orientale (da sud a nord) |
| Limosella      | Cosmopolita                                  |
| Lyperia        | Sudafrica                                    |
| Manulea        | Sudafrica e Africa tropicale                 |
| Manuleopsis    | Namibia                                      |
| Melanospermum  | Sudafrica, Namibia e Zimbabwe                |
| Microdon       | Sudafrica                                    |
| Phyllopodium   | Sudafrica                                    |
| Polycarena     | Sudafrica                                    |
| Pseudoselago   | Sudafrica                                    |
| Selago         | Sudafrica e Africa tropicale                 |
| Strobilopsis   | Lesotho                                      |
| Sutera         | Sudafrica                                    |
| Tetraselago    | Sudafrica                                    |
| Trieenia       | Sudafrica                                    |
| Zaluzianskya   | Sudafrica e Zimbabwe                         |

## Tassonomia
La famiglia delle Scrofulariacee comprende 59 generi e oltre 1800 specie. La famiglia è caratterizzata soprattutto dai fiori zigomorfi (bilabiati), dai sepali e petali connati, dagli stami in numero di 4 (un quinto è staminoide), dai filamenti adnati alla corolla, dalle antere biloculari e dall'ovario formato da 2 carpelli.

### Generi
La tribù si compone di 26 generi e circa 600 specie:
- Barthlottia Eb.Fischer, 1996 (1 sp.)
- Chaenostoma Benth., 1835 (46 spp.)
- Chenopodiopsis Hilliard, 1990 (3 spp.)
- Cromidon Compton, 1931 (12 spp.)
- Dischisma Choisy, 1823 (11 spp.)
- Glekia Hilliard, 1989 (1 sp.)
- Globulariopsis Compton, 1931  (7 spp.)
- Glumicalyx Hiern, 1903 (6 spp.)
- Gosela Choisy, 1848 (1 sp.)
- Hebenstretia L., 1753  (25 spp.)
- Jamesbrittenia Kuntze, 1891  (84 spp.)
- Limosella L., 1753 (16 spp.)
- Lyperia Benth., 1836 (6 spp.)
- Manulea L., 1767 (72 spp.)
- Manuleopsis Thell. & Schinz, 1915  (1 sp.)
- Melanospermum Hilliard, 1989 (6 spp.)
- Microdon Choisy, 1824 (8 spp.)
- Phyllopodium Benth., 1835 (26 spp.)
- Polycarena Benth., 1836 (17 spp.)
- Pseudoselago Hilliard, 1995 (28 spp.)
- Selago L., 1753 (191 spp.)
- Strobilopsis Hilliard & B.L.Burtt, 1977 (1 sp.)
- Sutera Roth, 1807 (4 spp.)
- Tetraselago Junell, 1961 (4 spp.)
- Trieenea Hilliard, 1989 (10 spp.)
- Zaluzianskya F.W.Schmidt, 1793 (57 spp.)

Note:
- Il genere Walafrida E. May., 1838 è incluso in Selago.
- Il genere Sphenandra Benth., 1836 è incluso in Sutera.

### Alcune specie

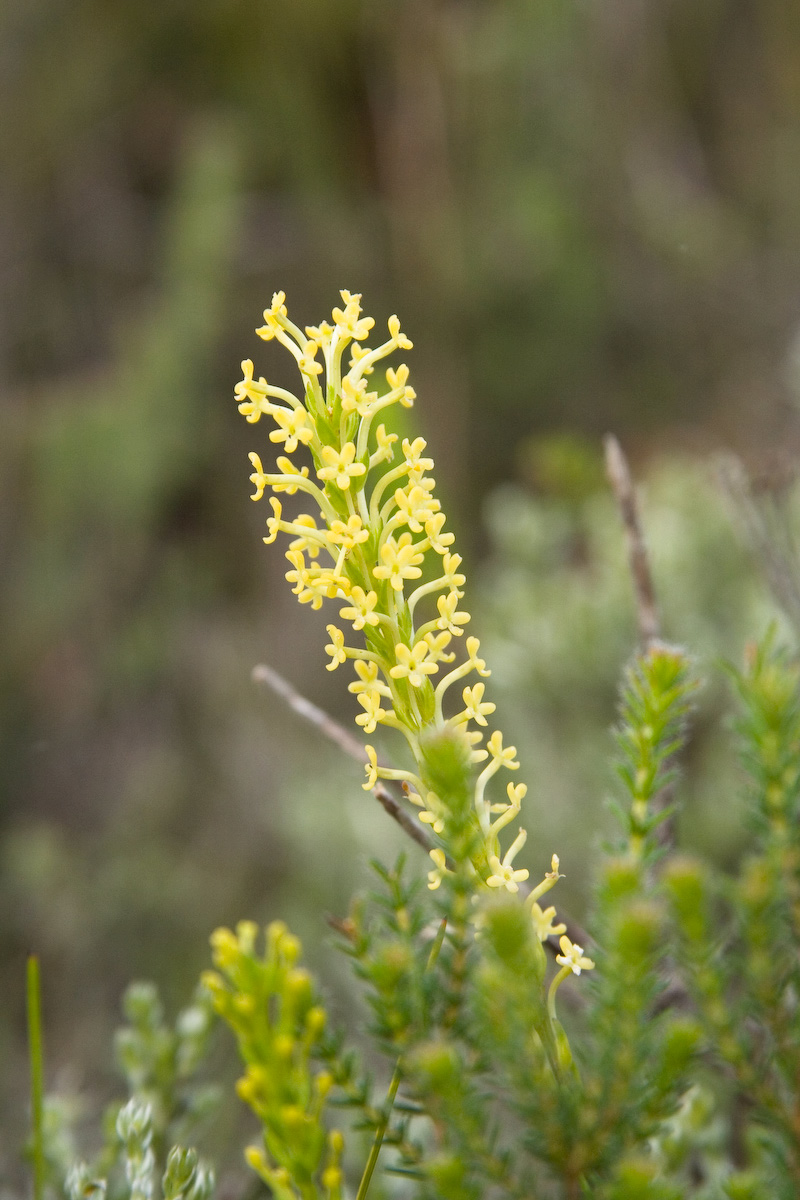
Agathelpis dubia
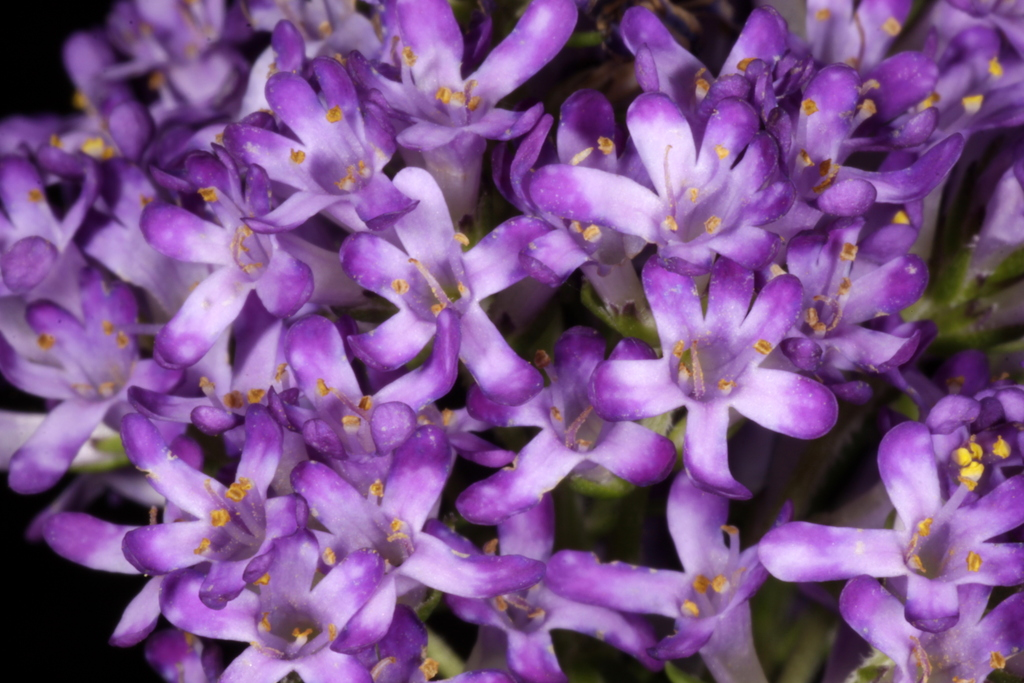
Selago canescens
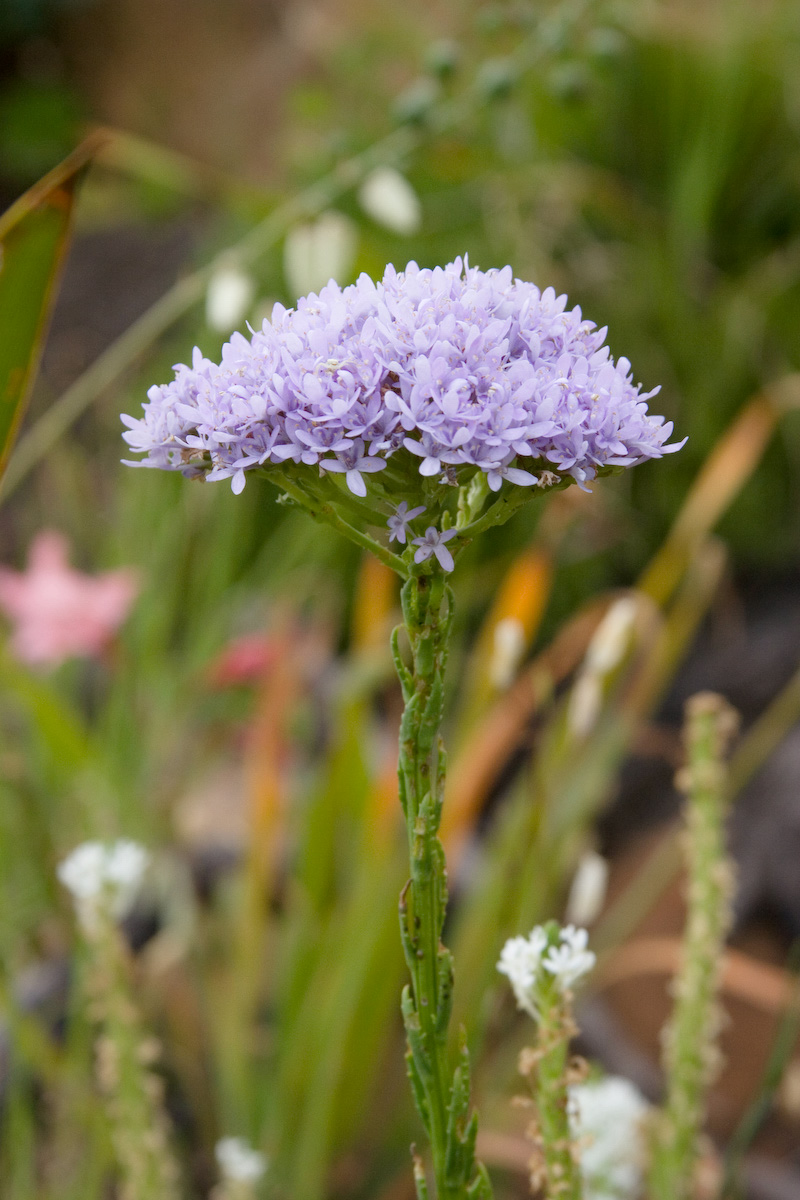
Selago spuria
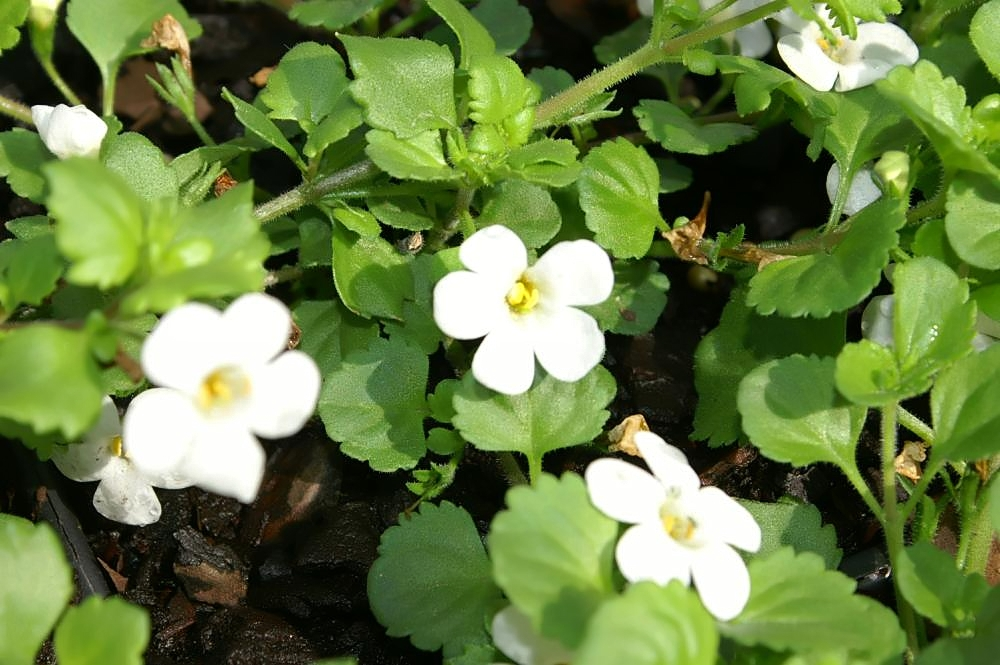
Sutera grandiflora
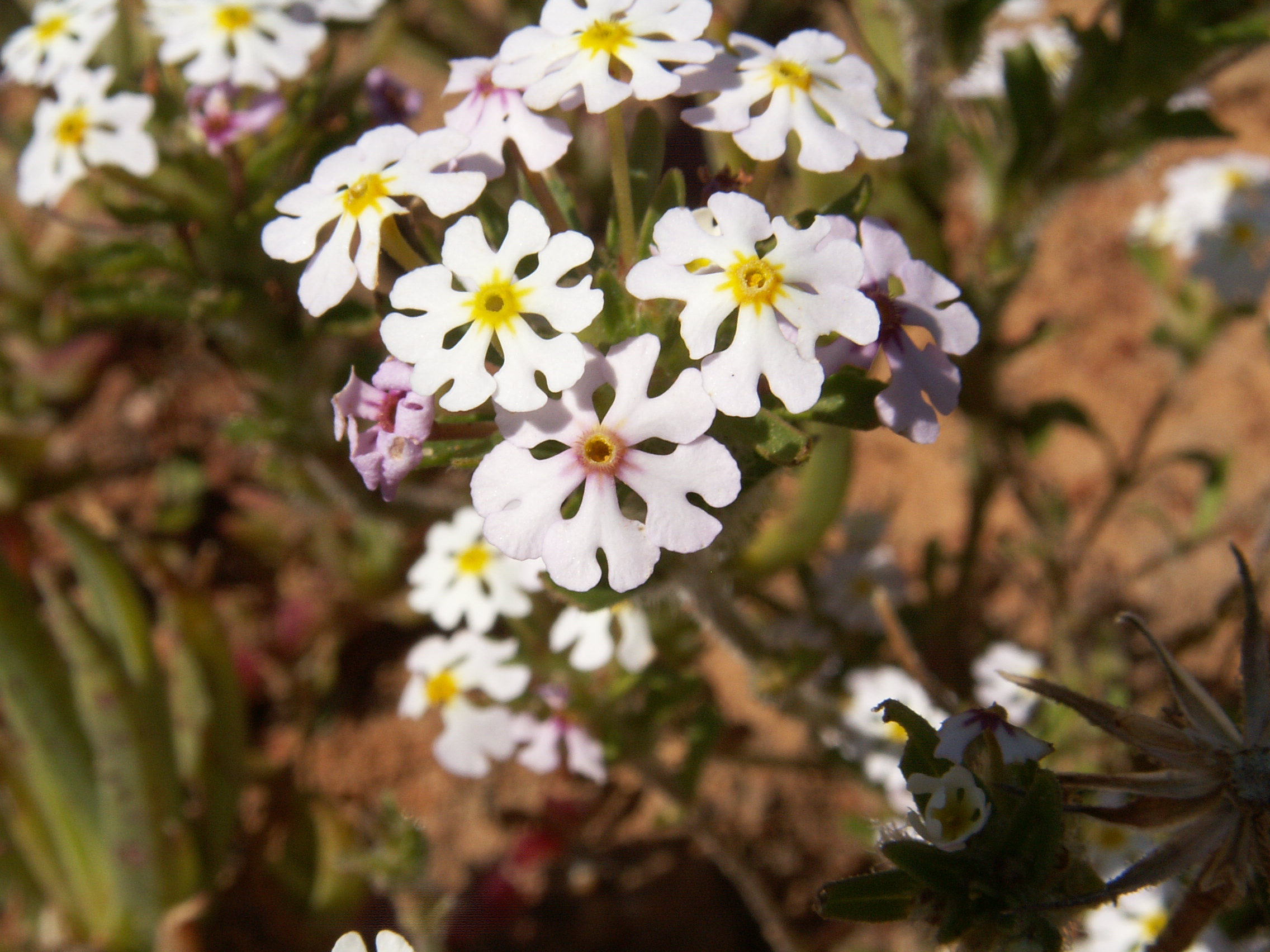
Zaluzianskya affinis
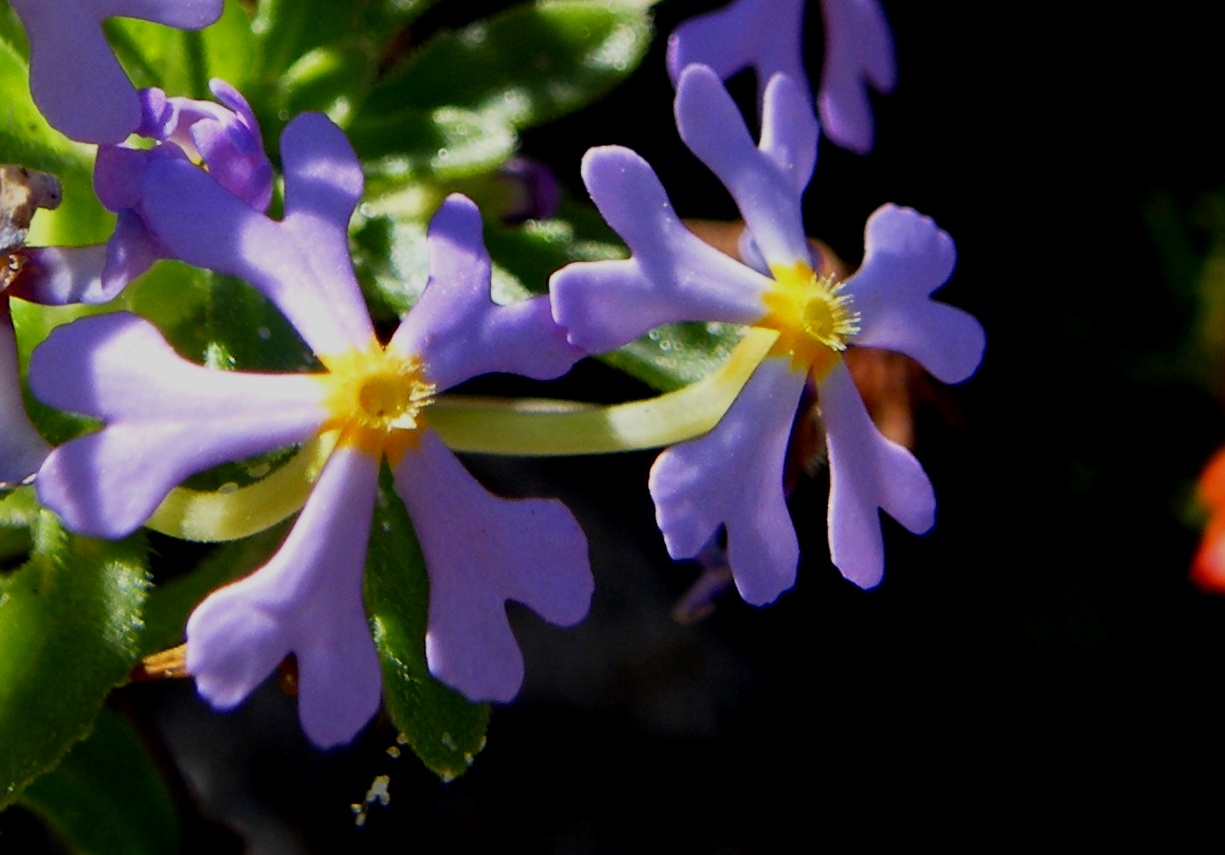
Zaluzianskya villosa
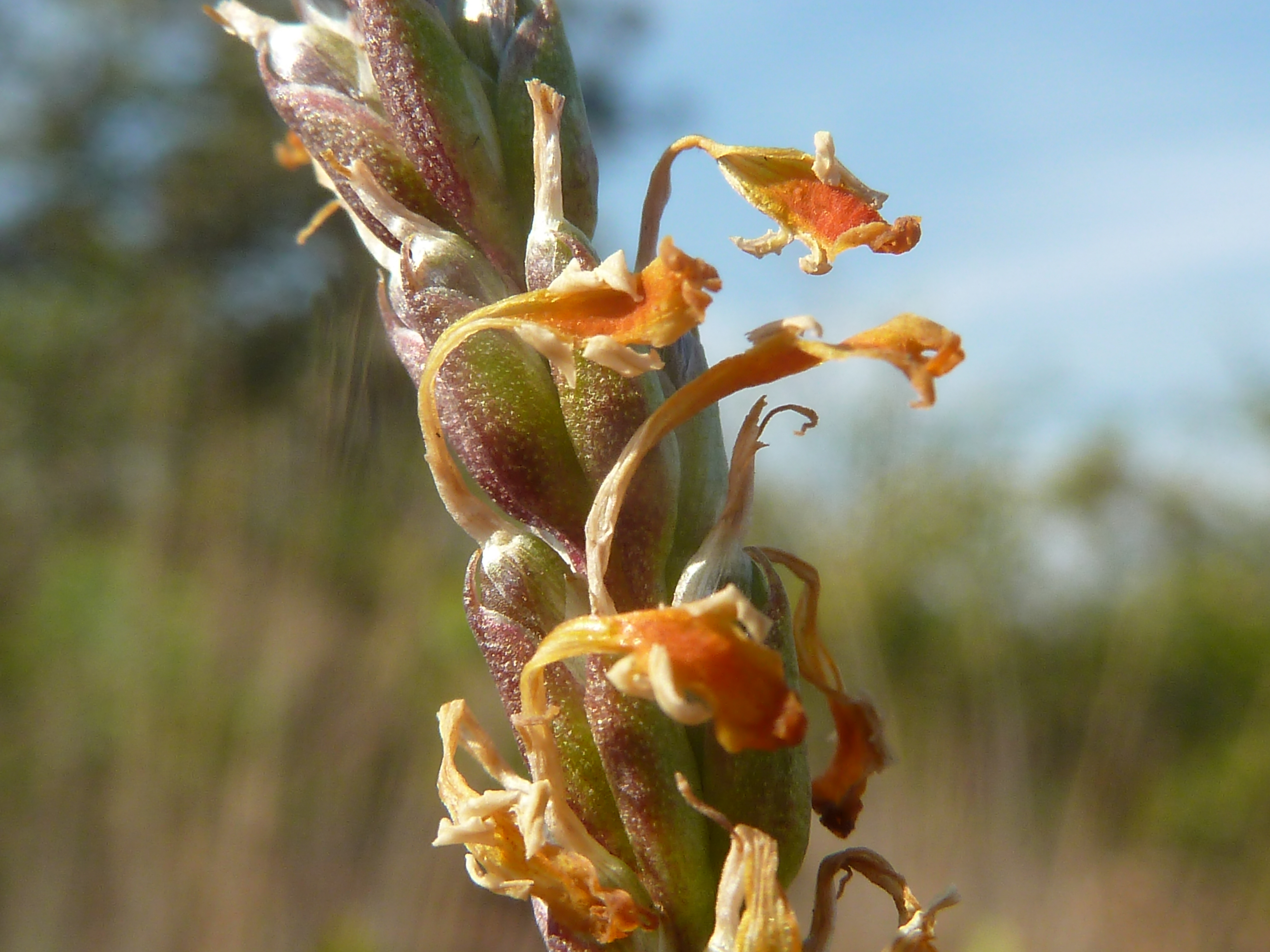
Hebenstretia angolensis
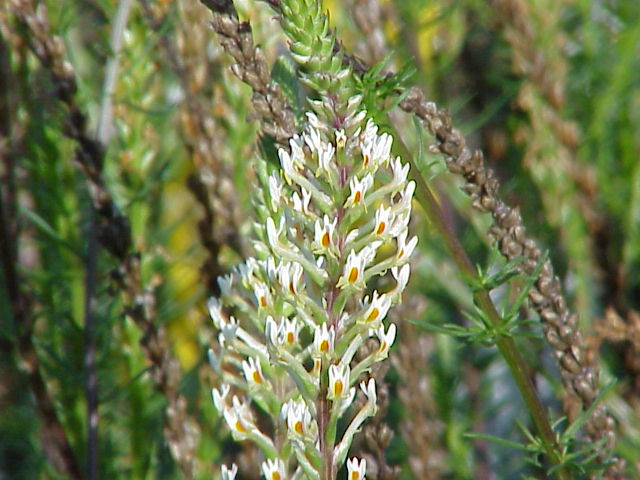
Hebenstreitia integrifolia
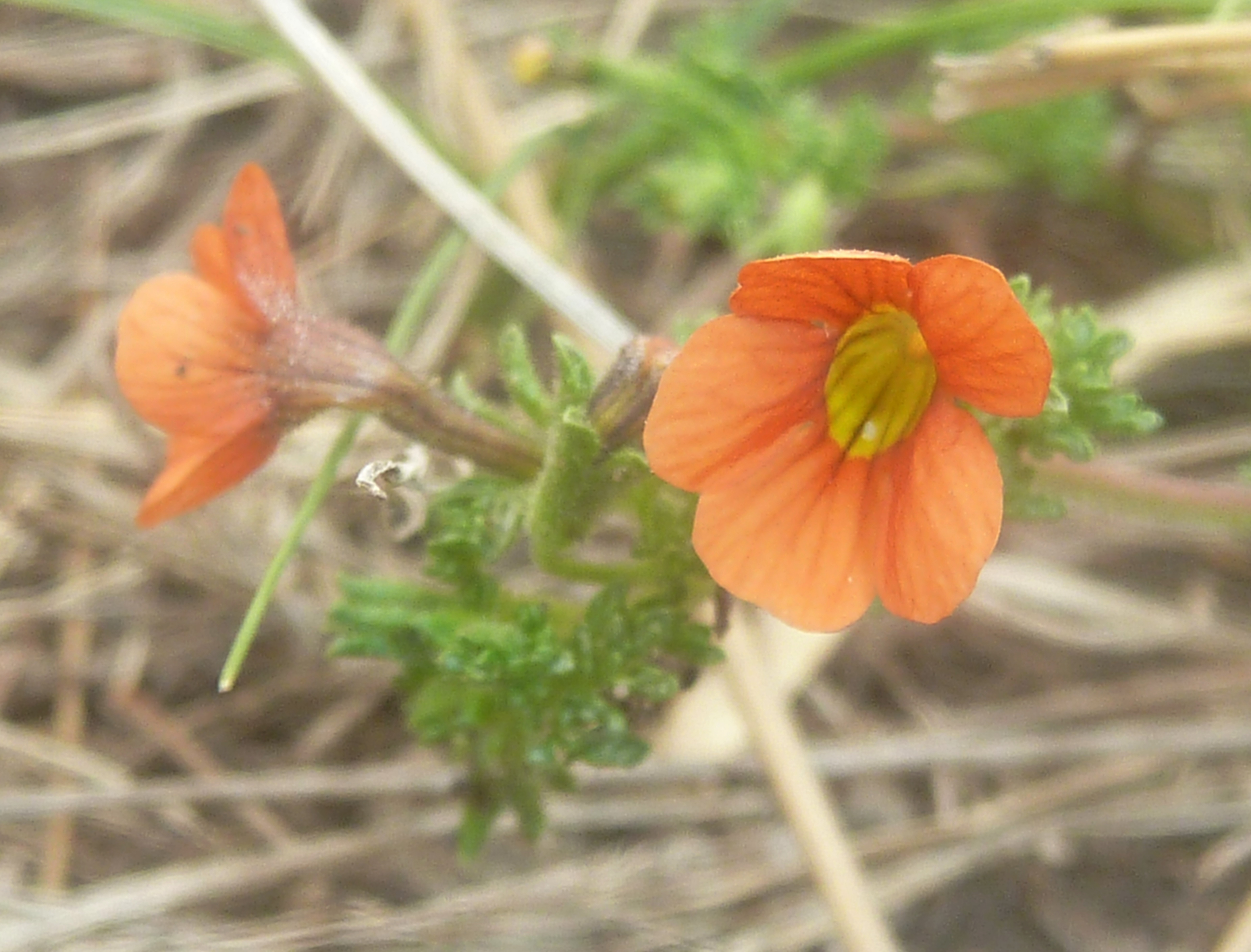
Jamesbrittenia aurantiaca
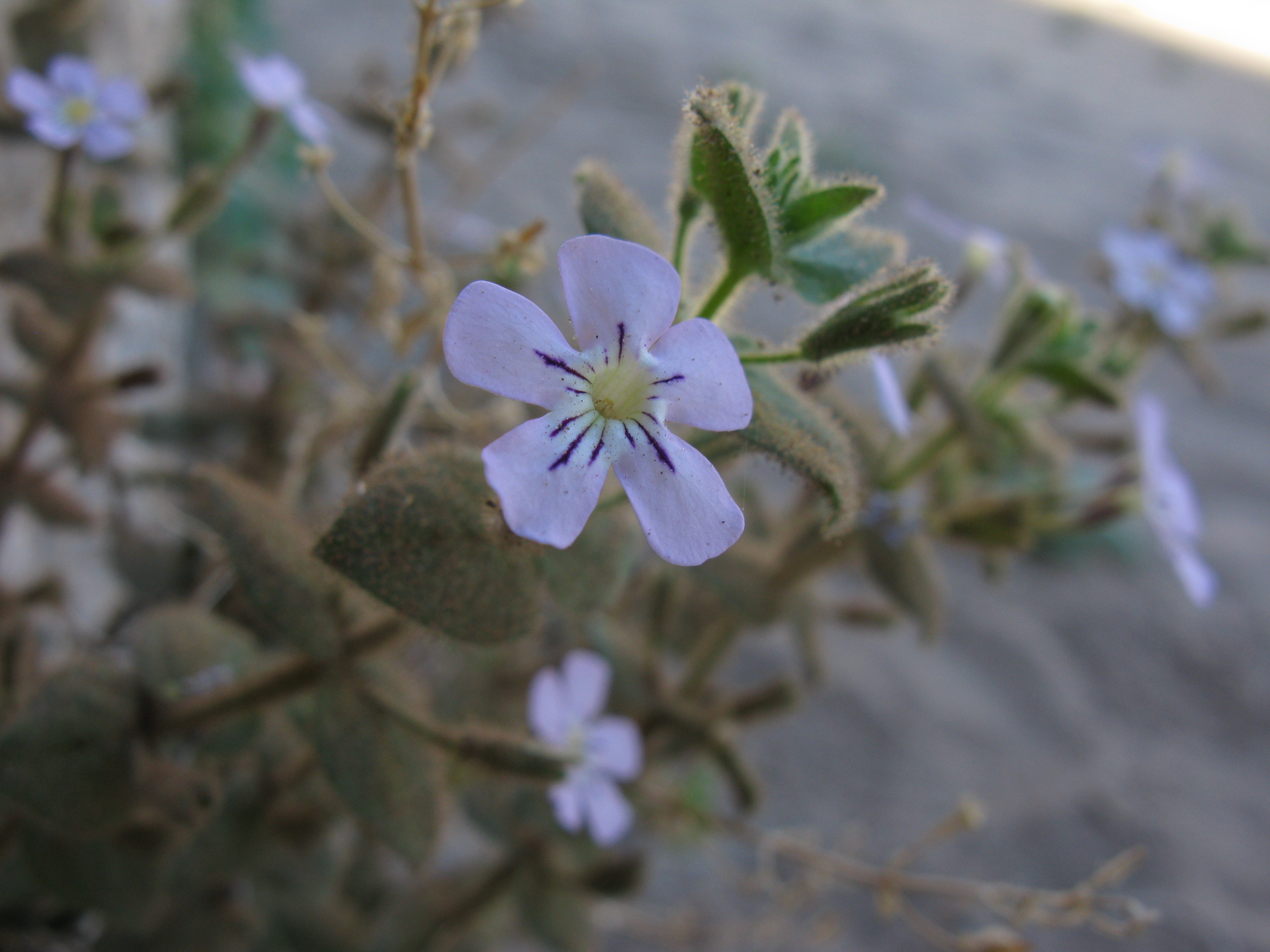
Jamesbrittenia maxii

### Filogenesi

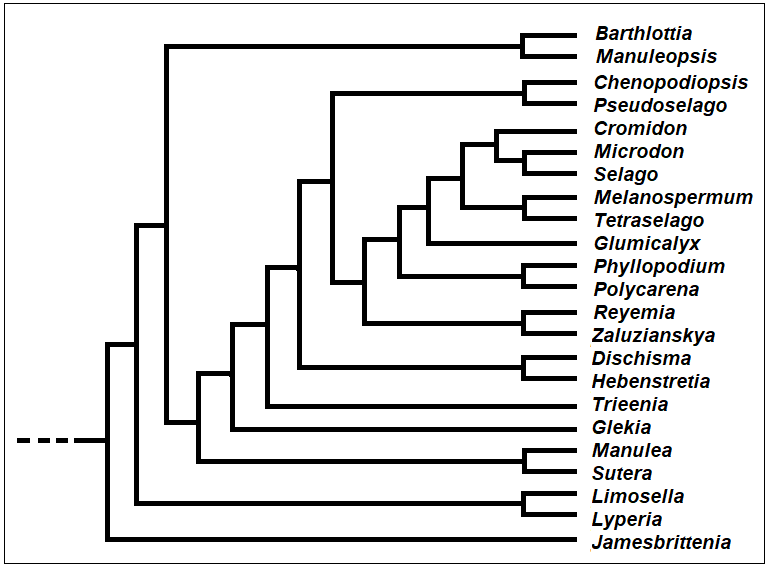
Cladogramma della tribù

Nella trattazione tradizionale della famiglia Scrophulariaceae la maggior parte dei generi di questa tribù erano descritti all'interno della ex tribù Manuleae Benth. & Hook. f., 1878, derivati dalla ex famiglia Selaginaceae Choisy, 1823, ex famiglia Hebenstretiaceae Horan., 1834 e ex tribù Selagineae Wettst., 1891; mentre il genere Limosella era descritto provvisoriamente della sottofamiglia Gratioloideae (Benth.) Leurss. insieme ad altre specie confluite ora nella famiglia delle Plantaginaceae Juss., 1789.  Il nome Limoselleae ha priorità nomenclaturale rispetto al nome Manuleeae in base alle disposizioni del Codice internazionale per la nomenclatura delle alghe, funghi e piante.
Attualmente in base alla ristrutturazione della famiglia Scrophulariaceae attuata con i nuovi sistemi di classificazione filogenetica (classificazione APG) la tribù Limoselleae risulta, nell'ambito della famiglia, in una posizione abbastanza centrale (da un punto di vista filogenetico-evolutivo) ed è "gruppo fratello" della tribù Scrophularieae.
All'interno della tribù il genere Jamesbrittenia è in posizione basale e quindi "gruppo fratello" del resto dei generi. Raggruppamenti filogenetici più interni formano i cladi Barthlottia-Manuleopsis e Limosella-Lyperia. Inoltre è presente un grande clade formato dai due generi maggiori: Manulea e Sutera, dove parte di Manulea è annidata all'interno di Sutera (il genere Chaenostoma). Anche Reyemeia risulta nidificata all'interno di Zaluzianskya.
Il cladogramma a lato, tratto dallo studio citato, mostra l'attuale struttura filogenetica della tribù.